# پیتر تسولر
 پیتر تسولر (آلمانی: Peter Zoller؛ زاده ۱۶ سپتامبر ۱۹۵۲) یک فیزیک‌دان اهل اتریش است.
وی همچنین برنده جوایزی همچون مدال ماکس پلانک شده است.